# 海斯冰川
67°40′S 46°18′E / 67.667°S 46.300°E
海斯冰川（英語：Hays Glacier）是南極洲的冰川，位於恩德比地，最終注入斯普納灣，根據澳大利亞探險隊的空中照片繪入地圖，由美國的觀察員命名。